# Guerra dei quarant'anni
La guerra dei quarant'anni 1385 – 1424, detta anche guerra Ava-Pegu o guerra Mon-Burmese, fu un conflitto militare combattuto in Indocina tra il Regno di Ava ed il Regno di Hanthawaddy Pegu. La guerra venne combattuta durante due periodi tra loro separati: dal 1385 al 1391, e dal 1401 al 1424, interrotti da due tregue rispettivamente dal 1391–1401 e dal 1403–1408. Essa venne combattuta in gran parte dell'attuale Basso Burma ma anche nell'Alto Burma, negli Stati Shan e nello Stato Rakhine. Il conflitto si concluse con una situazione di stallo che mantenne l'indipendenza di Hanthawaddy, e pose fine agli sforzi di Ava di ricostruire l'Impero Pagan.

## La guerra

### La prima fase (1385 - 1391)
Nella prima fase, Swa Saw Ke di Ava iniziò le ostilità invadendo Pegu durante un periodo di lotte dinastiche interne. La guerra ebbe inizio tra il 1384 ed il 1386. Il nuovo giovane re di Pegu, Razadarit, aiutato da abili comandanti come Byat Za, Dein Mani-Yut, Lagun Ein e Emuntaya aveva già sconfitto diverse invasioni degli Ava. Nel 1391, gli Ava si accordarono per una tregua che perdurò sino al 1401.

### La seconda fase (1401 - 1424)
La seconda fase della guerra venne iniziata da Pegu. Sfruttando la crisi di successione Ava, Razadarit invase l'Alto Burma in forze con una grande flotta nel 1401. Le difese di Ava tennero, e Razadarit e Minkhaung I di Ava si accordarono per un'altra tregua che venne conclusa nel 1403. La seconda tregua perdurò per meno di cinque anni dal momento che Ava iniziò ad espandersi, inghiottendo gli stati Shan di Kale e Mohnyin a nord, ed Arakan ad ovest, tra il 1404 ed il 1406. Pegu non poteva permettere che Ava divenisse eccessivamente potente e riprese pertanto la guerra. Nel 1408 le forze di Pegu riuscirono a far fuggire quelle di Ava da Arakan. Pegu inoltre trovò un alleato nello stato Shan di Theinni (Hsenwi), il quale voleva frenare le ambizioni del regno Ava.
Tra il 1408 ed il 1413, Ava venne costretta a combattere su diversi fronti: Theinni a nord e Pegu a sud e ad ovest (Arakan). Ad ogni modo, dal 1412, le forze avane guidate dal principe ereditario Minye Kyawswa, avevano iniziato ad avere la meglio. Minye Kyawswa sconfsse Theinni ed i suoi alleati cinesi nel 1412. Egli invase quindi l'Hanthawaddy con grandi forze nel 1414, e conquistò il Delta dell'Irrawaddy nel 1415, costringendo Razadarit a portarsi dal Pegu verso Martaban. Ma Minye Kyawswa venne ucciso in battaglia nel marzo del 1415.

### Conclusione
Dopo la morte di Minye Kyawswa, l'entusiasmo della guerra si dissipò su ambo i fronti. Solo tre altre campagne militari (1416–1417, 1417–1418 e 1423–1424) vennero combattute. Nel 1421–1422, i principali rivali Minkhaung I e Razadarit morirono. L'ultima campagna della guerra venne portata avanti nel novembre del 1423 quando il nuovo re di Ava, Thihathu invase l'Hanthawaddy durante le locali lotte di successione. Il principe ereditario di Pegu, Binnya Ran I, siglò una pace con Ava dando in sposa sua sorella maggiore Shin Sawbu a Thihathu. Le forze di Ava si ritirarono all'inizio del 1424, ponendo fine ad una guerra durata in tutto quattro decenni.